# Chiesa di Santa Sofia (Benevento)
La chiesa di Santa Sofia è un antico edificio religioso di Benevento; sorge nella piazza omonima, inizialmente intitolata a Carlo Maurizio Talleyrand. Si tratta di una delle più importanti testimonianze dell'architettura longobarda nella Langobardia Minor, anche se nel corso dei secoli è stata più volte rimaneggiata, fino ad acquisire il suo aspetto moderno.
Fa parte del sito seriale "Longobardi in Italia: i luoghi del potere", comprendente sette luoghi densi di testimonianze architettoniche, pittoriche e scultoree dell'arte longobarda, iscritto alla Lista dei patrimoni dell'umanità dell'UNESCO nel giugno 2011. La chiesa è di proprietà del FEC.

## Storia

### La fondazione e consacrazione (758 ca. - 26 agosto 768)
Salito al trono nella primavera del 758, il duca longobardo Arechi II avviò un vasto progetto di mecenatismo, che attraverso monumenti di prestigio cercò di sviluppare uno stile solenne e ricercato all'altezza delle sue ambizioni. Costruita a fundamentis nei due anni successivi alla sua elezione, a breve distanza dalla sede del potere ducale, la chiesa di Santa Sofia rappresentava idealmente uno dei momenti più alti dell'ambiziosa opera civile, artistica e culturale di cui Arechi II si faceva munifico promotore.
È presumibile che la costruzione dell'edificio fu completata almeno nelle strutture entro il 760, anno in cui la chiesa accolse le reliquie dei XII Fratelli Martiri. Il terminus ante quem per la consacrazione e il completamento della chiesa è, invece, il 26 agosto 768, giorno in cui furono traslate e deposte solennemente in un altare a loro dedicato, le reliquie di san Mercurio di Cesarea, abbandonate nel 633 presso Quintodecimo dal perdente imperatore Costante. Il santo romano era molto venerato a Bisanzio e la traslazione delle sue reliquie presso la capitale del Ducato longobardo ebbe senza dubbio anche scopo politico: il martire diviene tutore dello Stato e suo patrono.
La chiesa fu intitolata in greco, con una donazione del 774, alla Divina Sapienza di Cristo (Αγίαν ΣοΦίαν), come l'omonima basilica di Costantinopoli, e costruita su modello della cappella palatina di Liutprando a Pavia.
Nello stesso atto, la fondazione della chiesa viene motivata da Arechi a favore della sua redenzione e a vantaggio della salvezza del suo popolo e della sua patria. È evidente l'intento devozionale e lo scopo dichiaratamente politico e terreno a cui il duca si richiama: sin dalla fondazione, la chiesa viene concepita quale santuario non solo del principe, ma anche e soprattutto dell'intero organismo sociale e territoriale posto sotto il dominio del principe, ossia la nazione beneventana.

### Istituzione del Principato: Santa Sofia, tempio nazionale dellagens Langobardorum(774)
Dopo la sconfitta di Desiderio ad opera di Carlo Magno (774), il Ducato di Benevento viene elevato a Principato, per volere di Arechi il quale, assumendo su di sé i simboli del potere regale e attribuendosi le prerogative regie, autoproclamandosi princeps, continua a difendere l'indipendenza politica della gens Langobardorum. Benevento assurge al ruolo di ultimo baluardo dell'autonomia longobarda, diventando la seconda Pavia, la Ticinum geminum. 
La chiesa assume funzione pubblica e nazionale, diventando, quindi, tempio nazionale dei Longobardi. Inoltre, il tempio nazionale, dopo la sconfitta di Desiderio, ospitò le reliquae langobardorum gentes, elevandosi anche a sacrario della stirpe.
Arechi vi annesse anche un monastero femminile benedettino, alle dipendenze di Montecassino, retto dalla sorella Gariperga. La chiesa divenne, quindi, polo morale e religioso distinto dalla Cattedrale di Benevento.

### Le riparazioni nei secoli successivi

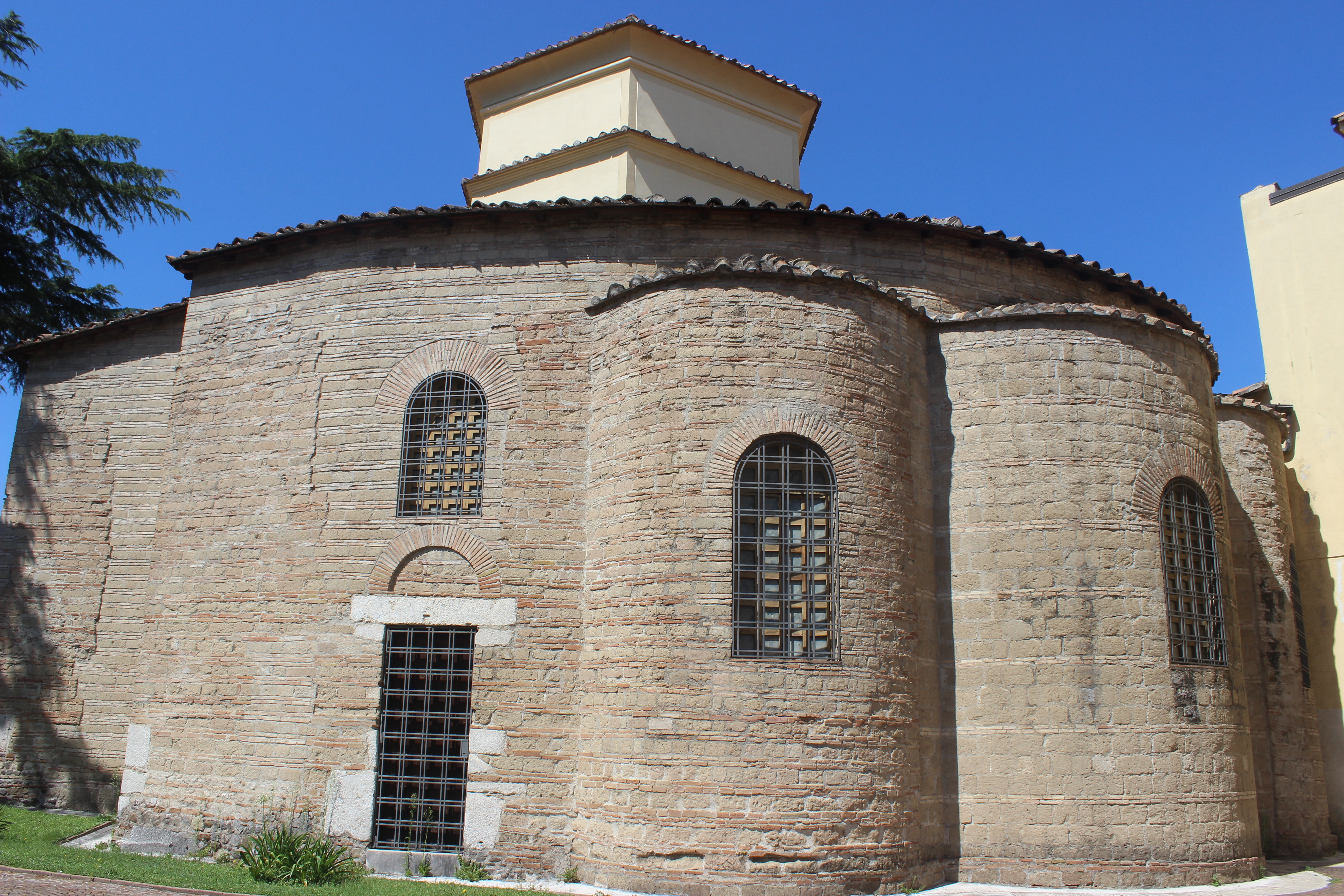
La zona absidale dopo la rimozione delle cappelle settecentesche

La chiesa subì gravi danni durante il terremoto del 5 giugno 1688 e poi ancora a causa del sisma del 14 marzo 1702: a causa del primo crollarono le aggiunte medievali e la cupola primitiva. Già in quest'occasione il cardinale Orsini, il futuro papa Benedetto XIII, volle che la chiesa fosse ricostruita secondo il gusto barocco: nei lavori di restauro, affidati dal 1705 all'ingegnere Carlo Buratti, la pianta fu trasformata da stellare a circolare, furono costruite due cappelle laterali, fu cambiato l'aspetto dell'abside, della facciata, dei pilastri. Furono inoltre distrutti quasi del tutto gli affreschi che ricoprivano la chiesa, dei quali restano solo alcuni frammenti con Storie di Cristo e della Vergine.
Un discusso intervento di restauro nel 1957 ripristinò scrupolosamente, sulla base dei documenti disponibili, le absidi e l'originale pianta della chiesa longobarda ed eliminò le cappelle settecentesche; tuttavia lasciò quasi immutata la facciata barocca.

## Architettura

### L'interno

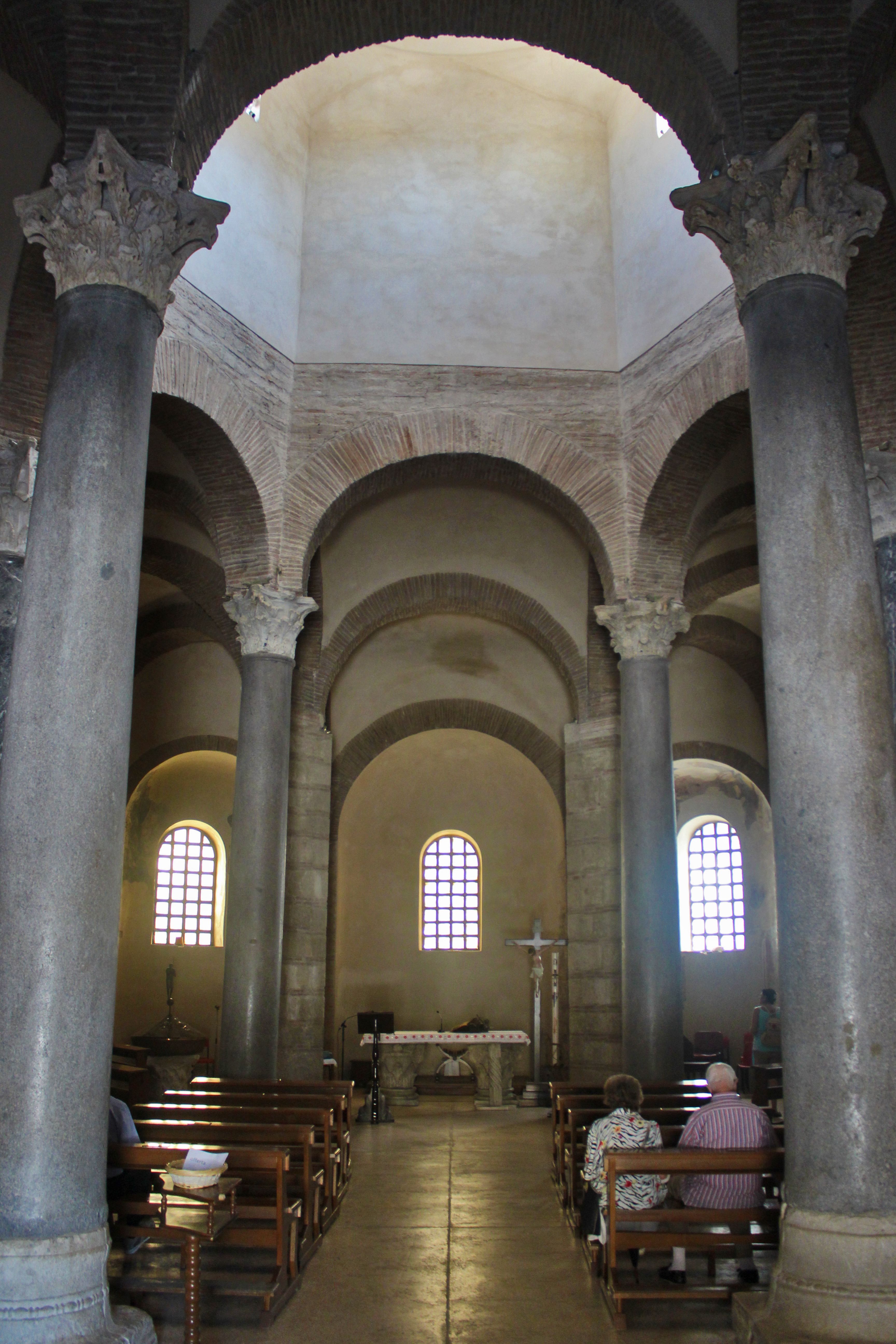
Interno della chiesa

La chiesa di Santa Sofia presenta piccole proporzioni: si può circoscrivere con una circonferenza di 23,50 m di diametro. La pianta centrale si rifà a quella dell'omonima chiesa di Costantinopoli, ma è molto originale: al centro sei colonne sono disposte ai vertici di un esagono e collegate da archi che sorreggono la cupola.
L'esagono interno è poi circondato da un anello decagonale con otto pilastri di pietra calcarea bianca e due colonne ai fianchi dell'entrata, ognuno dei quali disposto parallelamente alla corrispondente parete. La disposizione delle colonne e dei pilastri crea insoliti giochi prospettici, inoltre la combinazione del decagono esterno con l'esagono interno dà luogo ad irregolari coperture a volta. Non meno originale è la forma delle pareti. La zona delle tre absidi è circolare, ma nella porzione centrale ed anteriore le mura disegnano parte di una stella, interrotta dal portone, con quattro nicchie ricavate negli spigoli. I rimandi artistici sono molteplici: da un lato, il corpo centrale slanciato richiama la tradizione propria dei Longobardi già affermata a Pavia, nella chiesa di Santa Maria alle Pertiche; dall'altro, l'articolazione dei volumi palesa i rapporti dialettici con l'architettura bizantina.
Non trascurabili le statue lignee di San Giovenale (1793) e l'Immacolata dello scultore Gennaro Cerasuolo, che si trovava un tempo nel convento di San Francesco. Attualmente le due statue sono conservate nella chiesa del Santissimo Salvatore, in via Stefano Borgia, di proprietà della Parrocchia di Santa Sofia.

#### Gli affreschi

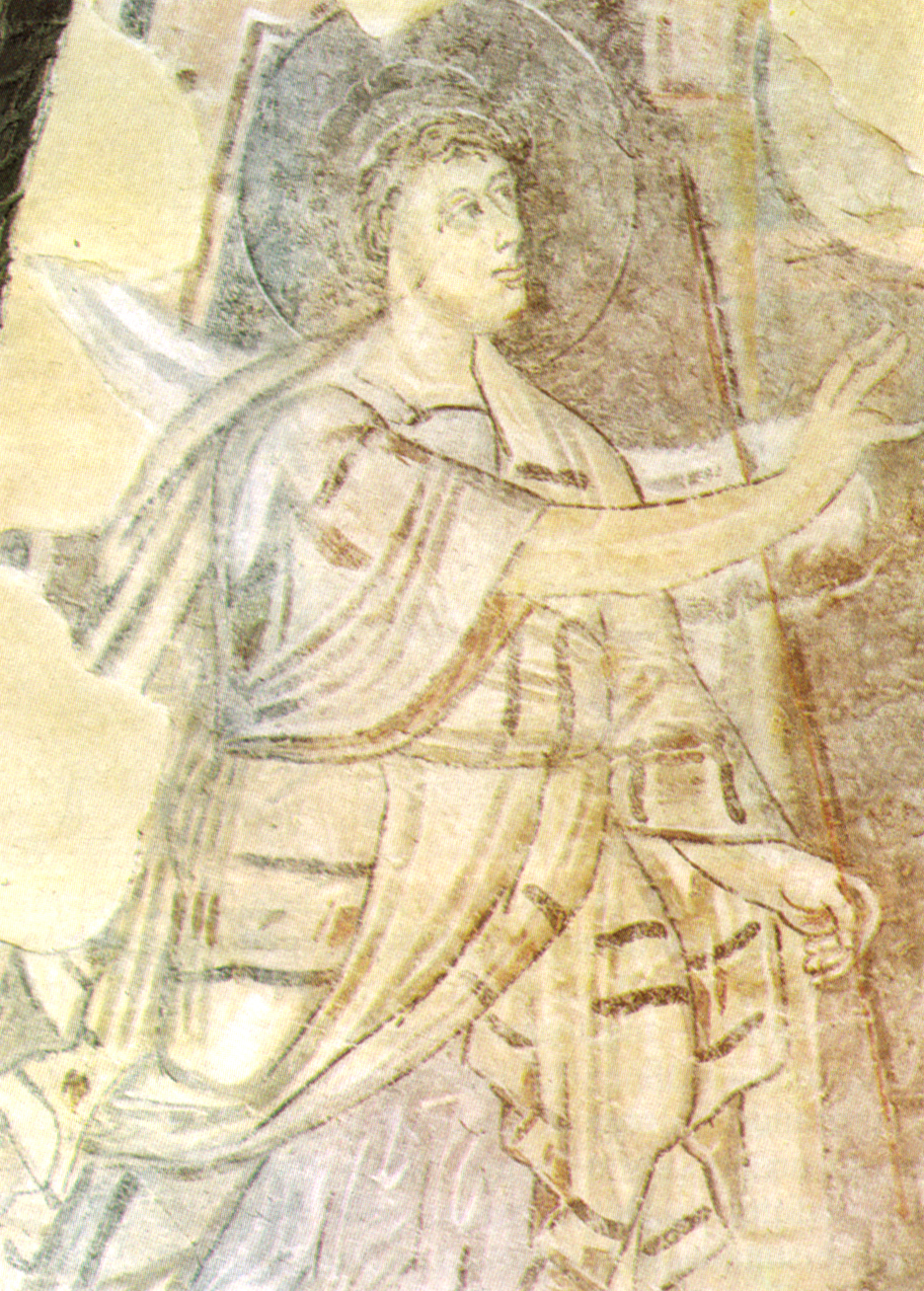
Annuncio a Zaccaria (particolare), affresco nell'abside

Degli affreschi originari, dai colori vivaci, che una volta ricoprivano tutto l'interno della chiesa, sono rimasti alcuni frammenti nelle due absidi laterali: l'Annuncio a Zaccaria, Zaccaria muto, l'Annunciazione e la Visitazione alla Vergine. Sono opera di artisti legati alla Scuola di miniatura beneventana e furono dipinti tra la fine dell'VIII e l'inizio IX secolo.

### La facciata
La facciata presenta, dal restauro settecentesco, degli spioventi ricurvi. Molto bello il portale romanico, nella cui lunetta si trova un bassorilievo di XII o XIII secolo, originariamente posizionato sul protiro andato distrutto, che rappresenta Cristo in trono tra la Vergine, san Mercurio e l'abate inginocchiato (per alcuni Giovanni IV il Grammatico, per altri Gregorio III). Il portale è incluso in una cavità più grande che ricorda anch'essa un portale, fiancheggiata da due colonne che reggono un altro arco.

### Fonti primarie
- Erchemperto, Historiola Langobardorum Beneventi degentium Erchemperti, secolo IX

### Letteratura critica e storiografica
- Piero Adorno, L'Alto Medioevo, in L'arte italiana, Firenze, D'Anna, 1992,  Vol. 1, tomo II, pp. 558-579..
- Hans Belting: Studi sulla pittura beneventana, Bari 2018.
- Pierluigi De Vecchi, Elda Cerchiari, I Longobardi in Italia, in L'arte nel tempo, Milano, Bompiani, 1991,  Vol. 1, tomo II, pp. 305-317., ISBN 88-450-4219-7.
- Almerico Meomartini, I monumenti e le opere d'arte della città di Benevento, Benevento, De Martini, 1979.
- Mario Rotili, L'Arte nel Sannio, E.P.T., Napoli 1952
- Marcello Rotili, Benevento romana e longobarda. L'immagine urbana, Napoli, La Stampa di Ercolano, 1986.
- Sergio Rovagnati, I Longobardi, Milano, Xenia, 2003, ISBN 88-7273-484-3.
- Alfredo Zazo, Curiosità storiche beneventane, ed. De Martini, Benevento 1976

#### Atti e cataloghi
- Guida d'Italia - Campania, Touring Club Italiano, Milano 2005
- Giuseppina Bartolini Luongo, Benevento, storia, arte, folklore, Benevento, Gennaro Ricolo editore, 1990.